# صرة (نابلس)
صرة قرية من قرى الضفة الغربية، تتبع محافظة نابلس، وهي من القرى التي وقعت تحت الاحتلال في حرب 1967. تقع غرب نابلس، وهي قرية جميلة قريبة من قرية تل، وتضم منطقة العيون. كما أنها لا تبعد عن نابلس القديمة، أو ما يُعرف بـالبلدة القديمة، سوى بضعة كيلومترات.
يقطن القرية عدد من العائلات، منها: غانم، أبو حسين، أبو ترابي، عبد الله، يامين، وهندي، بالإضافة إلى عائلات أخرى استقرت في القرية بفضل موقعها المميز. كما أن هناك أعدادًا كبيرة من أبناء صرة في الشتات، لا سيما في الأردن، حيث نزحوا بعد نكسة حزيران 1967. كما تضم القرية مضافةً يزيد عمرها عن 170 عامًا، وقد تم ترميمها من قِبَل أهالي القرية. وتتميز صرة أيضًا بوجود ديوانٍ لأهالي القرية كافة، مما يجعلها القرية الوحيدة التي تضم ديوانًا مشتركًا لجميع سكانها. تشتهر القرية بزراعة الزيتون والصبار (الصبر)، ويُعد زيتونها وزيتها من أفضل الأنواع على الإطلاق. كما يوجد في القرية معصرتان للزيتون، تعملان خلال الموسم، وتلبيان احتياجات الأهالي. وفي هذا الوقت، يجري إنشاء محطةٍ لتوليد الكهرباء عند مدخل القرية، بالإضافة إلى محطةٍ لتكرير المياه العادمة.

## التسمية
سُمّيت بهذا الاسم لسببين رئيسيين: الأول نظرًا لشدة البرودة التي تتميز بها، والثاني بسبب طبيعة أراضيها الوعرة وصعوبة تضاريسها. ويعود تاريخ تأسيس التجمع السكاني الحالي إلى نحو 1000 عام، أما أصول سكان القرية فترجع إلى بئر السبع وبلاد الحجاز.

## الآثار
تضم قرية صرة ثلاثة مساجد، وهي: مسجد حمزة بن عبد المطلب، مسجد عمر بن الخطاب، والمسجد العمري القديم. كما تحتوي القرية على العديد من المواقع الأثرية، ومنها: منطقة باشور، منطقة كفرود، ومنطقة الصورتين، وجميعها بقايا خِرَب قديمة غير مؤهلة للاستغلال السياحي.

## السكان
وفقًا للتعداد العام للسكان والمساكن الذي أجراه الجهاز المركزي للإحصاء الفلسطيني عام 2007، بلغ عدد سكان قرية صرة 2,523 نسمة، منهم 1,294 ذكرًا و1,229 أنثى. كما بلغ عدد الأسر في القرية 463 أسرة، في حين وصل عدد الوحدات السكنية إلى 499 وحدة.

## التعليم
بلغت نسبة الإناث من إجمالي السكان 78.1%. ومن بين مجموع السكان المتعلمين، كان 11.5% يستطيعون القراءة والكتابة، بينما أنهى 28.4% دراستهم الابتدائية، و17.3% أنهوا دراستهم الإعدادية، في حين أكمل 8.2% تعليمهم الثانوي، و27.7% حصلوا على تعليمٍ عالٍ. كما تضم القرية مدرستين حكوميتين تُداران من قبل وزارة التربية والتعليم العالي الفلسطينية.

## تاريخها
العصر الروماني
تم العثور على قبر يعود للعهد الروماني بالقرب من قرية صرة، إلا أنه كان قد تعرض للنهب على يد لصوص.

### العهد العثماني
في عام 1517، أُلحقت القرية بالدولة العثمانية مع بقية أنحاء فلسطين. وظهرت في سجلات الضرائب العثمانية عام 1596 تحت اسم صرة، ضمن ناحية جبل قبال في لواء نابلس. بلغ عدد سكانها حينها 19 أسرة و10 عزّاب، جميعهم مسلمون. دفع السكان معدل ضريبة ثابت بنسبة 33.3% على المنتجات الزراعية مثل القمح، والشعير، والمحاصيل الصيفية، وأشجار الزيتون، والماعز، وخلايا النحل، إضافةً إلى عوائد إضافية وضريبة ثابتة لسكان منطقة نابلس، حيث بلغ إجمالي الضرائب 1,549 آقجة. خلال ثورة الفلاحين عام 1834 في فلسطين، حاصر موسى بك طوقان القائد قاسم الأحمد في قرية صرة، لكن الأخير تمكن من الفرار وطارد القوات المحاصِرة حتى نابلس. في عام 1838، وُصفت صرة بأنها تقع ضمن لواء جورة عمرة جنوب نابلس، وفي 1863، زارها الرحالة الفرنسي فيكتور غيرن، وقدّر عدد سكانها بـ 500 نسمة. وفقًا للإحصاء العثماني لعام 1870/1871 (1288هـ)، بلغ عدد سكان القرية 62 أسرة، وكانت تتبع ناحية جماعين الأول التابعة لنابلس. وفي عام 1882، وُصفت صرة في مسح صندوق استكشاف فلسطين للجزء الغربي بأنها "قرية صغيرة تقع في منخفض، وبها نبع ماء جنوب شرقها، وتحيط بها أشجار الزيتون".

### فترة الانتداب البريطاني
في تعداد عام 1922، الذي أجرته سلطات الانتداب البريطاني، بلغ عدد سكان صرة 277 مسلمًا. وارتفع العدد في تعداد 1931 إلى 382 مسلمًا، وكان في القرية 106 منازل. بحسب إحصاءات عام 1945، بلغ عدد سكان القرية 540 نسمة، جميعهم مسلمون، بينما بلغت مساحتها الإجمالية 5,928 دونمًا، وفقًا للمسح الرسمي للأراضي والسكان. من هذه المساحة، كان هناك 540 دونمًا مزروعة بالأشجار والمحاصيل المروية، و3,513 دونمًا مخصصة للحبوب، بينما 34 دونمًا صُنّفت مناطق مبنية.

### الحكم الأردني
بعد حرب 1948 واتفاقيات الهدنة عام 1949، أصبحت صرة تحت الحكم الأردني. وأظهر التعداد الأردني لعام 1961 أن عدد سكانها بلغ 767 نسمة.

### ما بعد 1967
منذ حرب الأيام الستة عام 1967، وقعت صرة تحت الاحتلال الإسرائيلي، إلى جانب باقي الأراضي الفلسطينية.
وفقًا لاتفاقيات أوسلو عام 1995، تم تقسيم أراضي القرية إلى:
- 42% منطقة (أ)، حيث تخضع لسيطرة السلطة الفلسطينية الكاملة.
- 43% منطقة (ب)، حيث تخضع إداريًا للسلطة الفلسطينية وأمنيًا لإسرائيل.
- 15% منطقة (ج)، تحت السيطرة الإسرائيلية الكاملة.

### الاعتداءات الإسرائيلية على صرة
تعرضت صرة لعدة هجمات من المستوطنين الإسرائيليين فيما يُعرف باسم هجمات دفع الثمن:
- 4 مارس 2011: قام مستوطنون من مستوطنة شفوت راحيل[الإنجليزية] بتدمير حوالي 500 شجرة زيتون تعود لأهالي القرية، كما قاموا برشق المنازل بالحجارة، وذلك على ما يبدو انتقامًا لهدم عدة بيوت متنقلة أقامها المستوطنون.
- 25 يوليو 2011: أقدم المستوطنون على إحراق أراضي القرية الزراعية، بعد أن تدخل الجنود الإسرائيليون لمنع نشطاء سلام إسرائيليين من التصدي لمجموعة مستوطنين كانوا يقومون باقتلاع الأشجار، وفقًا لتقرير مركز الإعلام الفلسطيني (IMEMC).